# 고잉 더 디스턴스 (2010년 영화)
《고잉 더 디스턴스》(영어: Going the Distance)는 2010년 공개된 미국의 로맨틱 코미디 영화이다. 드루 배리모어와 저스틴 롱이 장거리 연애에 돌입한 연인을 연기하였다.

## 줄거리
언론 대학원에 다니는 에린은 여름 동안 뉴욕 신문사에서 인턴을 하게 된다. 에린은 바에서 센티피드를 하다가 만난 개릿과 가벼운 만남을 추구하지만 결국 사랑에 빠진다. 이들은 여름이 끝나고 에린이 샌프란시스코로 돌아간 후 쉽지 않은 장거리 연애를 시작한다.

## 출연
- 드루 배리모어 - 에린 랭킨 랭퍼드 역
- 저스틴 롱 - 개릿 스컬리 역
- 찰리 데이 - 댄 그랜트, 개릿의 동거인 역
- 제이슨 수데이키스 - 복스 손더스 역
- 크리스티나 애플게이트 - 코린 벌린, 에린의 언니 역
- 켈리 가너 - 브리아나 젓섬 역
- 내털리 모랄레스 - 브랜디 역
- 준 다이앤 레이필 - 캐런 서저너 역
- 론 리빙스턴 - 윌 브로더릭 역
- 롭 리글 - 론 서저너 역
- 레이턴 미스터 - 에이미 역
- 짐 개피건 - 필 벌린, 에린의 형부 역
- 크리스틴 샬 - 바텐더 역
- 세라 번스 - 하퍼 역
- 맷 서비토 - 휴 오키프 역
- 메러디스 해그너 - 실내 선탠 직원 역
- 올리버 잭슨코언 - 데이먼, 잘생긴 바텐더 역
- 마이크 버비글리아 - 종업원 역
- 페이턴 리스트
- 스팅크 피셔
- 서맨사 퍼터먼

## 기타 제작진
- 배역: 주얼 베스트럽, 캐슬린 쇼팬, 세스 얭클위츠
- 미술: 케빈 캐버나
- 세트: 데이비드 슐레진저
- 의상: 캐서린 마리 토머스